# Stenstjärnarna (Hackås socken, Jämtland, 697124-144315)
Stenstjärnarna är en sjö i Bergs kommun i Jämtland och ingår i Indalsälvens huvudavrinningsområde.